# SPEAR 3
SPEAR 3（Select Precision Effects At Range Capability 3）は、将来のイギリスの空対地ミサイルである。また、対艦ミサイルとなる可能性がある。 

## 背景
MBDAは、スタンドオフ攻撃兵器 SPEAR 3の評価段階の契約を交わした。射程は100km以上とされるが、現在のSPEARの値は130km(80+nm)以上とされている。この兵器は、より短射程での交戦に使用される精密攻撃ミサイル「ブリムストーン」の技術を実質的に再利用する。2m（6.6フィート）のこの兵器は、ターボジェットと翼キットを使用して高亜音速で飛行し、INS/GPS誘導とデータリンクを備えたマルチモードシーカーを搭載する予定である。

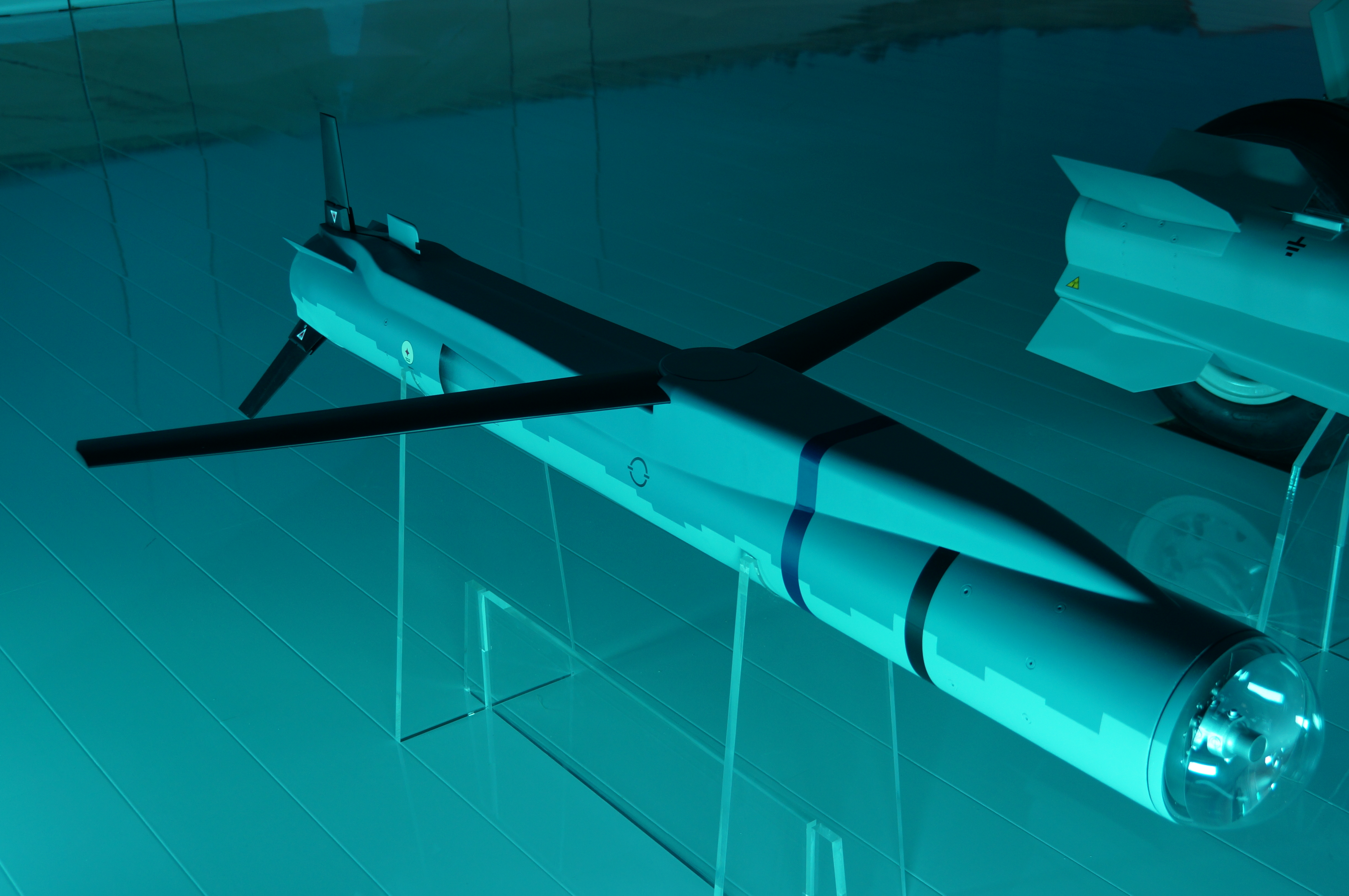
SPEAR 3ミサイル - 翼をもつ

評価段階は、2014年にユーロファイター タイフーンでの飛行試験で終了した。ミサイルは、AGM-154 JSOW-ERと同じハミルトン製 TJ-150ターボジェットの使用が設定されている。MBDAは、ユーロファイターのハードポイント1つに3つのミサイルランチャーを搭載したイラストを公開しており、4つはF-35Bの内部の各ウェポンベイにあるミーティア空対空ミサイルに適合する。
2016年5月、イギリス国防省はMBDAに4億1,100万ポンドの契約を結び、空対地ミサイル SPEAR 3の開発に着手した。
SPEAR 3は、F-35 ブロック4ソフトウェアパッケージに統合され、ユーロファイターにも搭載予定である。

## 試験
2016年3月、ウェールズにあるキネティック社のアベルポルス空域にて、BAE システムズが運用するユーロファイターを発射試験母機として試験用ミサイルが発射された。ミサイルは分離を経て動力飛行に移行した後、一連の機動飛行を完了し、目的の着弾点への終末降下をして試験を終了した。試験時の機動はシミュレーション予測の範囲内に収まったとされ、所定の試験目的を達成している。

## SPEAR EW
MBDAは、RAF向けの敵防空網制圧の攻撃版である電子戦版「SPEAR EW」も提案している。また、SPEARミサイル用のネットワーク化されたスワーム能力も開発中である。

## 参照
注釈
1. ↑  「イギリス国防省とMBDAは、SPEARのために62海里以上を達成できると信じている。」 - Navy Recognition 2014年7月
2. ↑  「SPEAR 3には、ユナイテッド・テクノロジーズ製TJ-150ターボジェット用の小型サイドインテークが2つ搭載されている。」 - Navy Recognition 2014年7月

出典
1. ↑  “High Performance Propulsion for Tactical Missiles and UAV’s”.   Whitney AeroPower (2016年5月19日). 2016年5月19日閲覧。
2. ↑  “UK MoD funds further development of Spear 3 missile”.   Flight Global (2016年5月18日). 2016年8月11日閲覧。
3. ↑  
“MBDA SPEAR 3 missile would bring true anti-ship capabilities to RAF and FAA F-35s”.   Naval Recognition (2014年7月22日). 2016年7月23日閲覧。
4. ↑  
“No UK Spear Cap 3 Decision on F-35 until 2018”.   Defense News (2015年5月28日). 2016年7月27日閲覧。
5. ↑  
“SPEAR3 — FLEXIBILITY AND AN ALMIGHTY PUNCH”.   Eurofighter Typhoon (2019年2月20日). 2019年2月20日閲覧。
6. ↑  “£411m invested in F-35s new anti-ship/tank/building mini-cruise missile”.   Navy News (2016年5月19日). 2020年8月13日閲覧。
7. ↑  “Aimpoint selection: the UK's SPEAR Cap 3 air-to-surface weapon”.   IHS Janes (2016年5月19日). 2020年8月13日閲覧。
8. ↑  “UK Study Contract Awarded to integrate Brimstone 2 onto Typhoon”.   BAEシステムズ (2010年3月29日). 2020年8月13日閲覧。
9. 1 2  Administrator. “MBDA SPEAR 3 missile would bring true anti-ship capabilities to RAF and FAA F-35s”. 2020年8月13日閲覧。
10. 1 2 3 4  Hoyle, Craig (2012年6月27日). “PICTURES: MBDA sharpens Spear missile design for F-35 integration”. 2020年8月13日閲覧。
11. ↑  “House of Commons Written Answers Hansard”.   UK Parliament (2013年5月21日). 2020年8月13日閲覧。
12. ↑  “£411 million investment in new missile for UK's new jets sustains 700 UK jobs”.   UK Ministry of Defence (2016年3月18日). 2020年8月13日閲覧。
13. ↑  “Storm Shadow dropped from UK's F-35B follow-on integration plan”.   IHS Janes (2016年5月20日). 2016年11月4日時点のオリジナルよりアーカイブ。2020年8月13日閲覧。
14. ↑  “MBDA SHOWCASES THE SPEAR PRECISION STRIKE MISSILE FOR THE F-35”.   MBDA (2016年6月12日). 2020年8月13日閲覧。
15. ↑  “MBDA working on new SPEAR-EW electronic warfare weapon”. MBDA. (2019年9月11日) 2020年8月13日閲覧。
16. ↑  “SPEAR Mini-Cruise Missile Getting An Electronic Warfare Variant To Swarm With Is A Huge Deal - The Drive”.   The Drive. 2020年8月13日閲覧。